# Forsterina annulipes
Forsterina annulipes is een spinnensoort in de taxonomische indeling van de Desidae.
Het dier behoort tot het geslacht Forsterina. De wetenschappelijke naam van de soort werd voor het eerst geldig gepubliceerd in 1872 door Ludwig Carl Christian Koch.